# ایستگاه یوکوهاما

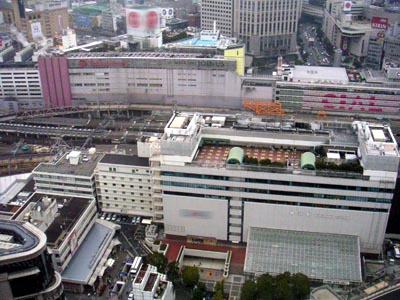
ایستگاه یوکوهاما.

ایستگاه یوکوهاما (به ژاپنی: 横浜駅, Yokohama-eki) ایستگاهی است که در شهر یوکوهاما در استان کاناگاوا در ژاپن واقع شده‌است. یوکوهاما یک ایستگاه از ایستگاه‌های شرکت راه‌آهن شرق ژاپن یا شرکت راه‌آهن شرق ژاپن، شرکت راه‌آهن کیکیو، به شمار می‌آید.

## خط‌هایی که در ایستگاه یوکوهاما توقف دارند
- شرکت راه‌آهن شرق ژاپن
  - خط چوئو
  - خط نانبو
  - خط اومه
- شرکت راه‌آهن کیکیو
  - خط اصلی کیکیو
- شرکت راه‌آهن ساگامی
  - خط اصلی ساگامی
- شرکت راه‌آهن توکیو
  - خط توکیو تویوکو
- شرکت راه‌آهن یوکوهاما میناتومیرای
  - خط میناتومیرای
- متروی یوکوهاما
  - خط آبی متروی یوکوهاما